# Niphoparmena elongatipennis
Niphoparmena elongatipennis là một loài bọ cánh cứng trong họ Cerambycidae.